# 8169 Mirabeau
A 8169 Mirabeau (ideiglenes jelöléssel 1991 PO2) a Naprendszer kisbolygóövében található aszteroida. Eric Walter Elst fedezte fel 1991. augusztus 2-án.